# Omar Ben Driss
Cet article possède un paronyme, voir Omar Bendriss.
Pour les articles homonymes, voir Ben Driss.
Omar Ben Driss est un footballeur marocain né le 25 mars 1934 à Casablanca.